# Diplasia karatifolia
Diplasia karatifolia är en halvgräsart som beskrevs av Louis Claude Marie Richard och Christiaan Hendrik Persoon. Diplasia karatifolia ingår i släktet Diplasia och familjen halvgräs. Inga underarter finns listade i Catalogue of Life.